# Peter Freund (Schriftsteller)
Peter Freund (* 17. Februar 1952 in Unterafferbach) ist ein deutscher Schriftsteller, Drehbuchautor und Filmproduzent.

## Leben
Peter Freund studierte ab 1971 Publizistik, Politikwissenschaft und Soziologie. Während seines Studiums war er als freier Journalist beim Tagesspiegel und beim Sender Freies Berlin tätig. Von 1980 bis 1986 war er Manager von mehreren Berliner Kinos, ab 1986 arbeitete er für Filmverleihe. Seit 1993 schreibt und produziert er für Phoenix Film in Berlin Fernsehfilme und -serien.
Bekannt wurde Peter Freund als Autor der Fantasy-Jugendroman-Reihe Laura Leander. Darin erzählt er die Geschichte einer jungen Internatsschülerin, die entdeckt, dass sie magische Kräfte besitzt, und diese gegen das Böse einsetzt. Der erste Band wurde im ersten Jahr nach der Veröffentlichung über 100.000 Mal verkauft. Die Reihe war ursprünglich auf fünf Bände angelegt und wurde 2007 mit einem sechsten Band fortgesetzt. Im Jahr 2011 veröffentlichte Freund einen siebten und letzten Teil der Serie.
Peter Freund ist verheiratet, hat zwei Kinder und lebt in Berlin.

## Werke

### Laura-Leander-Bücher

#### Inhalt
An ihrem dreizehnten Geburtstag erfährt Laura Leander, dass sie unter dem „Zeichen der Dreizehn“ geboren wurde und dass sie, wie auch ihr plötzlich verschollener Vater, zu den Wächtern des Lichts gehört, deren Aufgabe es ist, die Erde und deren Schwesterplaneten Aventerra vor der dunklen Seite des Fürsten Borboron zu schützen. Von nun an wird sie auf ihrem Internat Ravenstein von drei ausgebildeten Wächtern in ihren übermenschlichen Fähigkeiten trainiert, nämlich Telekinese, Gedankenlesen und Traumreisen (letzteres verhilft ihr dazu, an andere Orte oder die Vergangenheit zu reisen, um dort den Kampf gegen das Böse weiterzuführen). Im ersten Band versucht sie den Kelch der Erleuchtung der auf der Erde versteckt ist, nach Aventerra zu bringen, was ihr leider nicht gelingt. Im zweiten Band steht sie vor der Entscheidung den Kelch den „Bösen“ zu geben, damit sie ihren Vater wieder bekommt oder es den „Guten“ zu geben. In den ersten vier Bänden unternimmt Laura zahlreiche Abenteuer, um die Erde und Aventerra vor Übergriffen des Bösen zu wappnen. Oftmals wird sie dabei von ihrem Bruder Lukas und ihrer Freundin Kaja begleitet. Sie hofft auch, ihren Vater befreien zu können, der von der schwarzen Seite nach Aventerra verschleppt worden war, und geht dafür große Wagnisse ein. Am Ende des vierten Bandes gelingt ihr dieses Ziel und sie strebt nun noch danach, das Geheimnis um ihre angeblich verstorbene Mutter lösen zu können. Am Ende des fünften Bandes ist es offen, ob es eine Fortsetzung der Geschichte um Aventerra geben und ob Laura in dieser auch noch mitspielen wird.
Im sechsten Buch hat Laura alle Erinnerung an Aventerra verloren. Dennoch wird sie von der dunklen Seite angegriffen und in eine Art Koma versetzt. Mit Hilfe von Traumreisen muss sie wieder gegen die dunkle Seite kämpfen und sich und auch ihren Bruder retten, der von der dunklen Seite vereinnahmt wird.

#### Bände der Laura-Reihe
- Laura und das Geheimnis von Aventerra. Ehrenwirth, 2002, ISBN 3-431-03513-2.
- Laura und das Siegel der Sieben Monde. Ehrenwirth, 2003, ISBN 3-431-03562-0.
- Laura und das Orakel der Silbernen Sphinx. Ehrenwirth, 2004, ISBN 3-431-03196-X.
- Laura und der Fluch der Drachenkönige. Ehrenwirth, 2005, ISBN 3-431-03634-1.
- Laura und der Ring der Feuerschlange. Ehrenwirth, 2006, ISBN 3-431-03694-5.
- Laura und das Labyrinth des Lichts. Ehrenwirth, 2007, ISBN 978-3-431-03720-3.
- Laura und der Kuss des schwarzen Dämons. cbj, 2011, ISBN 978-3-570-15382-6.

### Weitere Bücher
- Die Stadt der vergessenen Träume. Droemer/Knaur, 2004, ISBN 3-426-19644-1.
- Guardians of Secret Powers – Das Siegel des Teufels. cbj, 2013, ISBN 978-3-570-15379-6.
- Battle Island. cbj, 2016, ISBN 978-3-570-15380-2.

#### Die Drachen-Bande-Reihe
- Die Drachen-Bande: Im Bann des Schwarzen Ritters. cbj, 2008, ISBN 978-3-570-21828-0.
- Die Drachen-Bande: Das Monster aus der Tiefe. cbj, 2008, ISBN 978-3-570-21829-7.
- Die Drachen-Bande: Der Tanz der Gespenster. cbj, 2009, ISBN 978-3-570-21830-3.
- Die Drachen-Bande: Das Phantom um Mitternacht. cbj, 2009, ISBN 978-3-570-21831-0.

#### Mysteria-Reihe
- Mysteria: Das Tor des Feuers. cbj, 2008, ISBN 978-3-570-13363-7.
- Ayani: Die Tochter des Falken. cbj, 2009, ISBN 978-3-570-13724-6.
- Sinkkâlion: Das Schwert des Schicksals. cbj, 2010, ISBN 978-3-570-13365-1.

### Drehbücher
- Ponyherz – Wild und Frei (2019 - Kinostart: August 2023)
- Laura und das Geheimnis von Aventerra (2016)
- Die Jäger des Ostsee-Schatzes (2007)
- Ich werde immer bei euch sein (2002)
- Lenya – Die größte Kriegerin aller Zeiten (2000)
- Duell am Abgrund – Die Bergwacht im Einsatz (1999)
- Die Todesfahrt der MS Sea Star (1998)
- Der Mörder in meinem Haus (1997)
- Die Versuchung – Der Priester und das Mädchen (1994)